# John Gregory
John Charles Gregory (Scunthorpe, 11 mei 1954) is een Engels voetbalcoach en voormalig voetballer. Hij speelde als middenvelder gedurende zijn carrière. Na zijn carrière als voetballer werd hij trainer en had als zodanig clubs als Aston Villa, Derby County en Portsmouth onder zijn hoede.

## Biografie
Gregory was een polyvalente middenvelder en speelde tussen 1972 en 1990 achtereenvolgens voor Northampton Town, Aston Villa, Brighton & Hove Albion, Queens Park Rangers, Derby County, Plymouth Argyle en Bolton Wanderers. Hij was vooral succesvol met Queens Park Rangers, dat in de tijd van Gregory aan de UEFA Cup 1984/85 mocht deelnemen. In het seizoen 1986/1987 promoveerde hij met Derby County naar de First Division, de jarenlange voorloper van de Premier League.
Gregory was vier jaar trainer van Aston Villa, waar het bereiken van de finale van de FA Cup van 2000 zijn grootste prestatie was. Aston Villa verloor die finale met 1–0 van Chelsea na een doelpunt van Roberto Di Matteo een kwartier voor het einde. In januari 2002 stapte hij op wegens tegenvallende resultaten. Graham Taylor nam zijn taken over. Gregory had zelf oud-Aston Villa-speler Brian Little opgevolgd als coach in 1998, nadat hij reeds onder Little had gewerkt bij Leicester City als assistent-trainer.
Van 2009 tot 2011 was hij als trainer actief in Israël, bij achtereenvolgens Maccabi Ahi Nazareth en MS Asjdod, en vervolgens in Kazachstan bij Kairat Almaty.
Zijn laatste job als coach tot heden is Chennaiyin uit India, uitkomend in de Indian Super League. Gregory leidde de club van 2017 tot november 2019.
Gregory speelde tussen 1983 en 1984 zes interlands voor het Engels voetbalelftal, maar scoorde niet.

## Erelijst
Aston Villa
- UEFA Intertoto Cup: 2001

 Chennaiyin
- Indian Super League: 2017/18

Individueel
- Indian Super League – Coach of the Year: 2017/18
- Premier League – Manager of the Month: september 1998, september 2001